# Frandovínez
Frandovínez est une commune d'Espagne dans la communauté autonome de Castille-et-León, province de Burgos. Elle s'étend sur 8,58 km2 et comptait environ 105 habitants en 2011.

## Histoire
Au XIIIe siècle, les Templiers étaient propriétaires terriens à Frandovínez. On dénombre au moins quatre terres exploitées en censive par des vassaux du Temple. La commanderie templière avérée la plus proche étant celle de Villasirga sachant que la présence des Templiers dans la province de Burgos est mal connue. On ignore d'ailleurs si les templiers possédaient l'ensemble de cette seigneurie mais on constate qu'au début du XVe siècle, ces terres appartiennent au monastère de Las Huelgas Reales de Valladolid (es).